# Atorellidae
Atorellidae é uma família de medusas da ordem Coronatae.

## Géneros
- Atorella Vanhöffen, 1902
- Stephanoscyphus Allman, 1874